# Hans-Jochen Schiewer

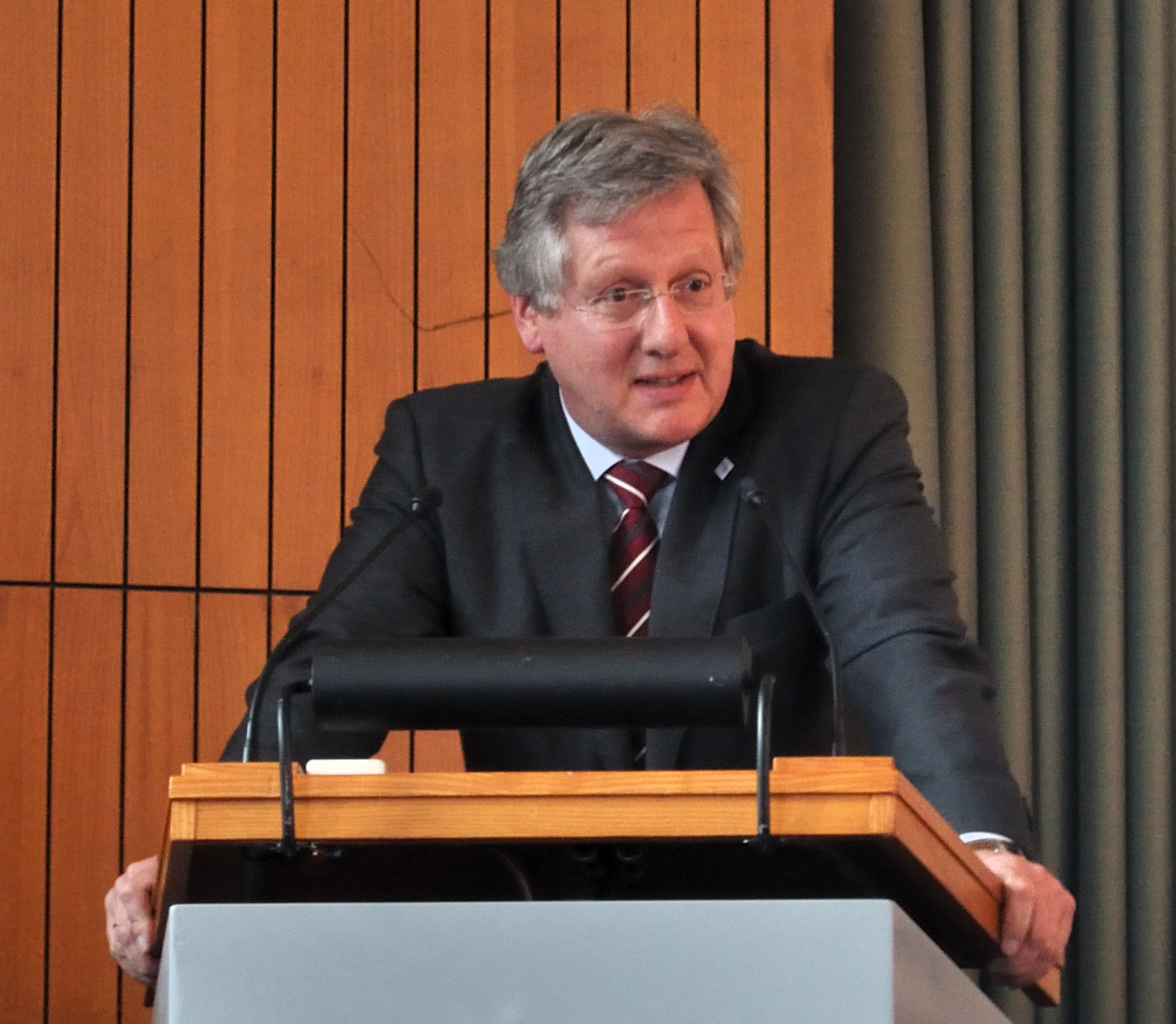
Hans-Jochen Schiewer beim Bundeskongress des Deutschen Altphilologenverbandes 2010 in Freiburg im Breisgau.

Hans-Jochen Schiewer (* 8. August 1955 in Berlin) ist ein deutscher Germanist mit Schwerpunkt Germanistische Mediävistik und ehemaliger Rektor der Albert-Ludwigs-Universität in Freiburg.

## Leben
Schiewer schloss 1983 sein Studium der Germanistik und Geschichte an der Freien Universität Berlin mit dem Staatsexamen ab. Er war von 1985 bis 1989 Wissenschaftlicher Mitarbeiter am Fachbereich Germanistik der FU Berlin und wurde dort – unterstützt durch ein Promotionsstipendium der Studienstiftung des deutschen Volkes – 1990 mit einer Arbeit über „Die Schwarzwälder Predigten“ zum Dr. phil promoviert. Anschließend war er von 1990 bis 1997 Wissenschaftlicher Assistent am Fachbereich Germanistik der FU Berlin, unterbrochen von der Keeley Visiting Fellow am Wadham College der University of Oxford. Mit einem Habilitandenstipendium der Deutschen Forschungsgemeinschaft (DFG) habilitierte er sich 1998 an der FU Berlin und war dort als Oberassistent tätig. Nach einer Gastprofessur an der Schweizer Universität Freiburg erhielt er 2001 einen Ruf auf die Professur für ältere deutsche Literatur und Sprache an der Georg-August-Universität Göttingen. 2003 wechselte er auf den Lehrstuhl für ältere deutsche Sprache und Literatur der Albert-Ludwigs-Universität Freiburg. Von April 2014 bis März 2016 war er Vorsitzender der Landesrektorenkonferenz Baden-Württemberg.

## Wirken
Neben zahlreichen wissenschaftlichen Engagements als Herausgeber, wie beispielsweise der Forschungsberichte zur Germanistischen Mediävistik, der Medieval Sermon Studies und des Meister-Eckhart-Jahrbuchs, war er vor seiner Amtszeit als Rektor der Universität Freiburg Geschäftsführender Direktor des Mittelalterzentrums der Universität Freiburg und bis 2010 Erster Vorsitzender des Deutschen Germanistenverbandes.
2007 wurde er mit der Gedenkmedaille der Wissenschaftlichen Gesellschaft der Albert-Ludwigs-Universität Freiburg ausgezeichnet. 2011 wurde ihm die Ehrendoktorwürde der Universität Lettlands verliehen. 2012 wurde er zum Commandeur dans l‘Ordre des Palmes Académiques ernannt.
Hans-Jochen Schiewer übernahm mit dem Amtsantritt Andreas Voßkuhles als Vize-Präsident des Bundesverfassungsgerichtes im Mai 2008 zusätzlich zu seiner Funktion als Vizerektor der Universität auch stellvertretend die Amtsgeschäfte des Rektors. Am 21. Juli 2008 wählte ihn der Universitätsrat zum Rektor und Nachfolger von Andreas Voßkuhle. Ende Januar 2014 setzte sich Schiewer bei der Rektorenwahl u. a. gegen seinen Gegenkandidaten Vize-Rektor Heiner Schanz durch. 2020 trat er nicht mehr zur Wiederwahl an und widmet sich seit Oktober 2020 wieder der Lehre. Im Frühjahrssemester 2025 nahm er an der Schweizer Universität Fribourg die Freiburger Gastprofessur für Germanistische Mediävistik wahr.

## Kritik
Hans-Jochen Schiewer sah sich wiederholt dem Vorwurf ausgesetzt, er würde in seiner Position als Rektor durch „Informationsbarrieren“ eine vollständige Aufklärung der Dopingvergangenheit des Universitätsklinikums Freiburg behindern. So habe laut der Vorsitzenden der Dopingkommission, Letizia Paoli, das Rektorat auf Anfragen sehr spät oder überhaupt nicht reagiert. Fünf Kisten mit wichtigen Akten wurden jahrelang in der Privatwohnung einer Rektoratsmitarbeiterin gelagert und der Kommission vorenthalten. Warum dies geschah, wurde vom Rektor nicht beantwortet. Stattdessen habe Schiewer auf einen baldigen Abschluss der Ermittlungen gedrängt. Wiederholt musste das Wissenschaftsministerium zwischen Schiewer und Paoli vermitteln. Ende Februar 2016 löste sich die Doping-Kommission mit Verweis auf die Einschränkung ihrer Arbeit durch das Rektorat auf.
Ein zuvor veröffentlichtes Gutachten des ehemaligen Kommissions-Mitglieds Andreas Singler über die Doping-Vergangenheit Armin Klümpers ließ das Rektorat wissentlich von Klümpers ehemaligem Anwalt Wolfgang Schmid bewerten. Erst als die Berliner Zeitung über die frühere Tätigkeit Schmids berichtete, brach die Universität die Zusammenarbeit mit Schmid abrupt ab. Grund für einen Rücktritt sah Schiewer nicht. Singler bat den Landesrechnungshof, die Honorarzahlungen an Schmid zu überprüfen. Zudem wurden die Innenrevision der Universität und des Freiburger Klinikums sowie das Wissenschaftsministerium eingeschaltet.
Nach Plagiatsvorwürfen gegen den Leitenden Ärztlichen Direktor des Uniklinikums Freiburg Jörg Rüdiger Siewert im November 2014 verzichtete Schiewer auf die Einleitung eines ordentlichen Untersuchungsverfahrens durch die „Kommission zur Sicherung der Redlichkeit in der Wissenschaft der Universität Freiburg“ und setzte stattdessen ein eigenhändig verlesenes Dreiergremium ein, welches nach ungewöhnlich kurzer Zeit zu dem Schluss kam, es bestehe „kein Anfangsverdacht wissenschaftlichen Fehlverhaltens“. Schiewer wurde vorgeworfen, eine Alibi-Untersuchung mit vorbestimmten Ausgang veranlasst zu haben. So äußerte im Gegensatz zum Freiburger Gremium das Ombudsgremium der Universität Göttingen, an welcher die fragliche Habilitationsschrift verfasst wurde, in einer Sitzung Mitte Januar 2015 „einen Anfangsverdacht wissenschaftlichen Fehlverhaltens“.